# Сент-Китс и Невис на летних Олимпийских играх 1996
Сент-Китс и Невис принимали участие в Летних Олимпийских играх 1996 года в Атланте (США) в первый раз за свою историю, но не завоевали ни одной медали. Сборную страны представляли 10 участников, из которых 6 женщин.

## Предыстория
Любительская легкоатлетическая ассоциация Сент-Китс и Невис была образована в 1977 году и вступила в Международный олимпийский комитет в 1993 году. До Олимпийских игр Ким Коллинз завоевал бронзовую медаль на Играх CARIFTA в категории до 20 лет. На чемпионате мира по лёгкой атлетике 1995 года Рикардо Лидди и Ким Коллинз участвовали в эстафете 4 × 100, но не прошли дальше первого этапа.

## Лёгкая атлетика
Сент-Китс и Невис отправили десять участников на Олимпийские игры 1996 года, что является самым большим показателем для страны. Ким Коллинз, единственный представитель Сент-Китс и Невис, участвовавший в индивидуальных соревнованиях, в возрасте 20 лет участвовал как в спринте на 100 м, так и в эстафете 4 × 100 м. В первом забеге на 100 м он занял третье место со временем 10.27, чего было достаточно, чтобы пройти в четвертьфинал. Во втором забеге Коллинз финишировал со временем 10.34, чего оказалось недостаточно для прохождения в полуфинал.
Команда для эстафеты 4 × 100 м состояла из Рикардо Лидди, Бертрама Хейнса, Кима Коллинза и Алейна Максима Исиа. Они закончили первый этап со временем 40.12, заняв четвёртое место. Этого времени оказалось недостаточно, чтобы пройти в следующий раунд, и они были исключены из соревнований.
Дайана Фрэнсис была единственной женщиной, выступавшей в индивидуальном забеге на 400 м. Она завершила первый забег со временем 52.48 и заняла пятое место. С этим временем она прошла в четвертьфинал. В четвертьфинале её время улучшилось до 52.24, что уже оказалось недостаточным для выхода в полуфинал.
Бернадет Прентис, Бернис Мортон, Элрикия Фрэнсис и Вальма Басс участвовали в эстафете 4 × 100 м. Команда не финишировала, и поэтому не прошла в следующий этап соревнований.
Сент-Китс и Невис также участвовали в эстафете 4 × 400 м. Бернадет Прентис, Дайана Фрэнсис, Вальма Басс и Тамара Уигли участвовали в эстафете 4 × 400 метров. Три из четырёх спортсменок также участвовали в других соревнованиях на этих Играх. Команда финишировала со временем 3:35.12, заняв седьмое место в своём забеге. Они не прошли в следующий раунд и были исключены.

### Мужчины
| Спортсмен                                                 | Дисциплина | Предварительный раунд | Предварительный раунд | Четвертьфинал | Четвертьфинал | Полуфинал | Полуфинал | Финал     | Финал     |
| Спортсмен                                                 | Дисциплина | Результат             | Место                 | Результат     | Место         | Результат | Место     | Результат | Место     |
| --------------------------------------------------------- | ---------- | --------------------- | --------------------- | ------------- | ------------- | --------- | --------- | --------- | --------- |
| Ким Коллинз                                               | 100 м      | 10.27                 | 3                     | 10.34         | 5             | не прошёл | не прошёл | не прошёл | не прошёл |
| Рикардо Лидди Бертрам Хейнс Ким Коллинз Алейн Максим Исиа | 4 × 100 м  | 40.12                 | 4                     | н/д           | н/д           | не прошли | не прошли | не прошли | не прошли |

### Женщины
| Спортсмен                                                  | Дисциплина | Предварительный раунд | Предварительный раунд | Четвертьфинал | Четвертьфинал | Полуфинал | Полуфинал | Финал     | Финал     |
| Спортсмен                                                  | Дисциплина | Результат             | Место                 | Результат     | Место         | Результат | Место     | Результат | Место     |
| ---------------------------------------------------------- | ---------- | --------------------- | --------------------- | ------------- | ------------- | --------- | --------- | --------- | --------- |
| Дайана Фрэнсис                                             | 400 м      | 52.48                 | 5                     | 52.24         | 7             | не прошли | не прошли | не прошли | не прошли |
| Бернадет Прентис Бернис Мортон Элрикия Фрэнсис Вальма Басс | 4 × 100 м  | не финишировали       | не финишировали       | н/д           | н/д           | н/д       | н/д       | не прошли | не прошли |
| Бернадет Прентис Дайана Фрэнсис Вальма Басс Тамара Уигли   | 4 × 400 м  | 3:35.12               | 7                     | н/д           | н/д           | н/д       | н/д       | не прошли | не прошли |